# روبرت لوتر
روبرت لوتر (انگلیسی: Robert Luther؛ ۱۶ آوریل ۱۸۲۲ – ۱۵ فوریهٔ ۱۹۰۰) یک ستاره‌شناس اهل آلمان بود.